# Sågtjärnarna (Offerdals socken, Jämtland)
Sågtjärnarna är en sjö i Krokoms kommun i Jämtland och ingår i Indalsälvens huvudavrinningsområde. Sjön har en area på 0,0434 kvadratkilometer och ligger 542 meter över havet.

## Delavrinningsområde
Sågtjärnarna ingår i det delavrinningsområde (707203-138242) som SMHI kallar för Ovan VDRID = Fjälltjärnån i Långans vattendragsyta. Medelhöjden är 566 meter över havet och ytan är 36,75 kvadratkilometer. Räknas de 58 avrinningsområdena uppströms in blir den ackumulerade arean 373,28 kvadratkilometer. Långan (Storån) som avvattnar avrinningsområdet har biflödesordning 2, vilket innebär att vattnet flödar genom totalt 2 vattendrag innan det når havet efter 289 kilometer. Avrinningsområdet består mestadels av skog (79 procent) och kalfjäll (13 procent). Avrinningsområdet har 0,86 kvadratkilometer vattenytor vilket ger det en sjöprocent på 2,3 procent.